# جورج ديكر
الجنرال جورج هنري ديكر (بالإنجليزية: George Decker)‏ (16 فبراير 1902 - 6 فبراير 1980) كان رئيس أركان جيش الولايات المتحدة 1960-1962.